# 罗饶福
罗饶福，是匈牙利巴兰尼亚州所辖的一个村。总面积16.64平方公里，总人口394，人口密度23.7人/平方公里（2011年1月1日）。